# 查托斯群島
67°39′S 69°10′W / 67.650°S 69.167°W
查托斯群島（Chatos Islands），是南極洲的群島，位於阿德萊德島的阿德里亞索拉角以南，由阿根廷探險隊命名，該島嶼現時由南極條約體系管理。